# Powiat Kościerski

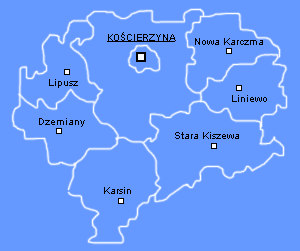
Powiat Kościerski

Der Powiat Kościerski (kaschubisch Kòscérsczi kréz) ist ein Powiat (Kreis) in der polnischen Woiwodschaft Pommern. Der Powiat hat eine Fläche von 1165,85 km², auf der etwa 72.600 Einwohner leben. 

## Geschichte
Das Gebiet des heutigen Powiat Kościerski („Kreis Berent“) gehörte bis 1920 zur deutschen Provinz Westpreußen und musste nach dem Ersten Weltkrieg aufgrund der Bestimmungen des Versailler Vertrags zum Zweck der Einrichtung des Polnischen Korridors an Polen abgetreten werden, das es dann an seine Woiwodschaft Großpommerellen angliederte. Nach dem Überfall auf Polen 1939 war das Gebiet völkerrechtswidrig dem Regierungsbezirk Danzig im Reichsgau Danzig-Westpreußen des Deutschen Reichs zugeordnet, bis es gegen Ende des Zweiten Weltkriegs im Frühjahr 1945 von der Roten Armee besetzt wurde. Am 7. April 1945 wurde der Powiat der neu geschaffenen Woiwodschaft Danzig zugeordnet.

## Gemeinden
Der Powiat umfasst acht Gemeinden:
Stadtgemeinde:
- Kościerzyna (deutsch Berent)

Landgemeinden:
- Dziemiany (Dzimianen)
- Karsin (Karßin)
- Kościerzyna
- Liniewo (Lienfelde)
- Lipusz (Lippusch)
- Nowa Karczma (Neukrug)
- Stara Kiszewa (Kischau)

## Nachbarlandkreise
|                       | Powiat Kartuski Karthaus                    | Powiat Gdański Danziger Höhe           |
| Powiat Bytowski Bütow | Kompassrose, die auf Nachbargemeinden zeigt | Powiat Starogardzki Preußisch Stargard |
|                       | Powiat Chojnicki Conitz                     |                                        |

## Partnerschaften
Seit Oktober 2000 besteht eine Partnerschaft mit dem deutschen Landkreis Marburg-Biedenkopf.